# دوبروفو (منطقة سوبنسكي، مقاطعة فلاديمير)
دوبروفو (بالروسية: Дуброво)‏ هي منطقة ريفية ( قرية) في مستوطنة بيريزنيكوفسكوي الريفية في منطقة سوبينسكي في مقاطعة فلاديمير في روسيا. وكان عدد السكان 68 اعتبارًا من عام 2010

## جغرافية
تقع دوبروفو على بعد 14 كم جنوب سوبينكا (المركز الإداري للمنطقة). 